# Emil Demmerle

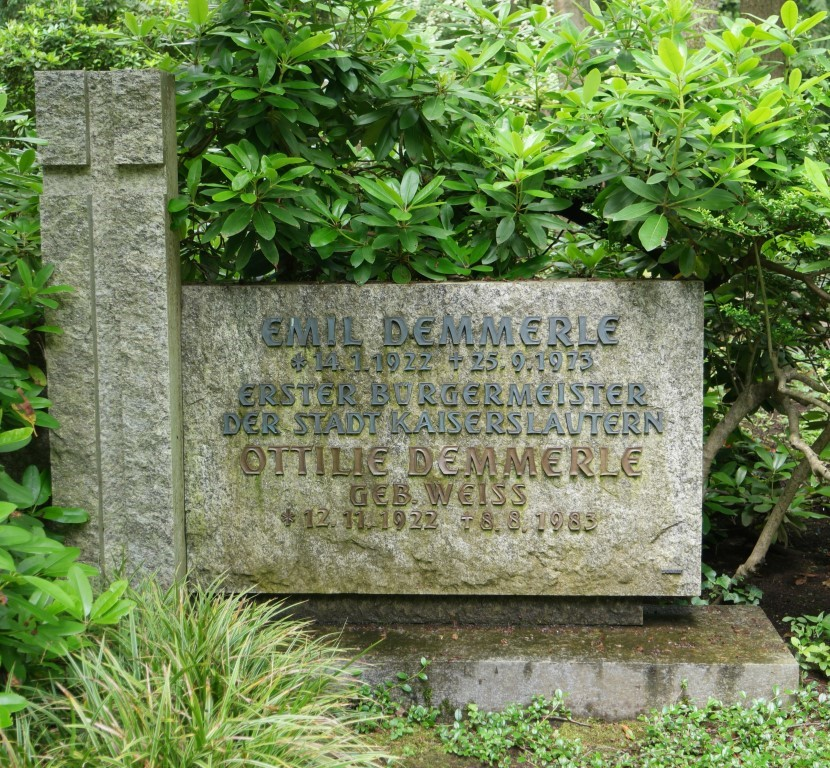
Grab von Emil Demmerle auf dem Hauptfriedhof Kaiserslautern

Emil Demmerle (* 14. Januar 1922 in Kaiserslautern; † 25. September 1973 ebenda) war ein deutscher Politiker (CDU).

## Leben
Demmerle besuchte die Volksschule und das Gymnasium. 1936 begann er eine Bäckerlehre, die er 1939 mit der Gesellenprüfung abschloss. Von 1939 bis 1945 leistete er den Reichsarbeitsdienst ab und nahm als Soldat am Zweiten Weltkrieg teil. Nach dem Kriegsende arbeitete er als Fachlehrer an der Kreisberufsschule Kaiserslautern. 1948 bestand er die Prüfung als Bäckermeister.
Demmerle trat 1946 in die CDU ein und war von 1949 bis 1950 Vorsitzender des CDU-Kreisverbandes Kaiserslautern-Land. 1950 wurde er in den geschäftsführenden Vorstand der CDU Pfalz gewählt. Er betätigte sich kommunalpolitisch und war seit 1950 Mitglied des Kaiserslauterer Stadtrates. 1953 wurde er ehrenamtlicher Erster Bürgermeister der Stadt Kaiserslautern; ab 1956 nahm er die Funktion des stellvertretenden Oberbürgermeisters hauptamtlich wahr.
Bei der Landtagswahl 1951 wurde Demmerle über die Landesliste der CDU in den Landtag von Rheinland-Pfalz gewählt, dem er bis 1955 angehörte. Im Parlament war er Mitglied des Landtagspräsidiums sowie des Grenzland- und des Petitionsausschusses.